# Bird Soldier -Sunset-
Bird Soldier -Sunset- (超光部隊バードソルジャー Sunset) es una película japonesa, del 27 de abril de 2007, producida por Zen Pictures. Es una película del género tokusatsu, de acción y aventuras, con artes marciales, protagonizado por Ayumi Onodera, Yuka Kawamoto, Shizuko Takaoka, y dirigida por Kotaro Ishikawa. 
El idioma es en japonés, pero también está disponible con subtítulos en inglés, en DVD o descargable por internet.

## Argumento
Después de 5 de la feroz batalla de Bird Soldier, otro enemigo ataca la tierra. Se trata de tres super poderosos aliens "Emporions". 
El cuerpo de soldados Bird ha sido elegido por el proyecto Tera, sin embargo, Bird Soldier no pueden hacer nada para derrotar los poderes de los aliens "Emporions", y en su primer contacto contra los enemigos, son duramente golpeadas. 
El Dr. Himekawa del proyecto Tera, está desarrollando un programa especial de entrenamiento, con un nuevo mecanismo de transformación que él ha inventado para Bird Soldier. Las chicas están ahora preparadas para su segunda batalla contra los Emporions.

## Películas de las heroínas Bird Soldier
- Bird Soldier -Dark Cloud- (2006)
- Bird Soldier -Bright Sky- (2006)
- Bird Soldier -Rising- (2007)
- Bird Soldier -Sunset- (2007)
- Science Team Bird Soldier White (2008)
- Bird Pink in Crisis (2009)